# I Am a Photograph
I Am a Photograph (с англ. — «Я — фотограф») — дебютный студийный альбом французской певицы Аманды Лир, выпущенный в 1977 году в Германии на лейбле Ariola Records. Пластинка имела успех у критиков и аудитории.

## Об альбоме
Первый альбом Аманды Лир был записан в Мюнхене с немецким продюсером Энтони Монном, почти весь альбом записан в жанре диско-музыки. Большинство текстов написаны самой Амандой Лир, также в дополнение к оригинальным песням, написанным Энтони Монном и Райнером Пичем, в альбом вошли несколько каверов: «These Boots Are Made for Walkin’» Нэнси Синатры, «Blue Tango», а также франкоязычная версия песни «Trouble» Элвиса Пресли. Кроме того, в песне «Alphabet» используются семплы из произведения «Das wohltemperierte Klavier» Иоганна Себастьяна Баха.

## Продвижение
В основу рекламной кампании альбома была положена «скандальная личность секс-символа» Аманды Лир, которая была окружена множеством слухов и сплетен, включая её предполагаемый транссексуализм, румынское происхождение, а также отношения с Сальвадором Дали и Дэвидом Боуи.
С новым материалом певица отправилась в небольшой концертный тур по Европе.

## Синглы
Кавер-версия песни «Trouble» Пресли была выпущена как дебютный сингл Лир в 1975 году. Франкоязычная версия этой песни, «La Bagarre», однако сингл ажиотажа не вызвал. Тогда продюсеры решают выпустить как сингл песню «Blood and Honey», которая становится очень популярной и делает Аманду узнаваемой уже для большего числа слушателей. Третий сингл «Tomorrow» впоследствии стал синглом номер 1 в Италии и стал «визитной карточкой» артистки. Песни «Blue Tango» и «Alphabet» были выпущены как синглы в разных странах, но прошли незамеченными. Позднее вышло переиздание альбома, куда вошла новая песня «Queen of Chinatown», она же была выпущена в качестве нового сингла и стала настоящим хитом в Европе, а также песней с самыми высокими позициями в чартах Лир.

## Обложки
Существует несколько вариантов обложек альбома. На первой можно увидеть приоткрытую дверь гаража, на которую была прикреплена фотография Аманды Лир, взятая из фотосессии к журналу Bravo, также там можно заметить различные фотографиями мотоциклов, зеркало, распятие, американский, шведский и голландский флаг. На второй обложке — Аманды Лир обнажённая по грудь. Фото сделано Кристой Питерс для журнала Playboy. Немецкое издание альбома включало в себя плакат с полной версией фото полностью обнажённой Аманды. Для французских и итальянских обложек было использовано другое фото из журнала Playboy.

## Издания
I Am a Photograph был переиздан с альтернативными трек-листами и обложками. Из второго немецкого издания была исключена песня «La Bagarre», вместо неё на альбом вошла «She’s Got the Devil in Her Eyes», инструментальная версия «Blood and Honey». В третьем издании альбома «La Bagarre» убрали в пользу новой записи «Queen of Chinatown». Американское издание включало расширенную версию «Blood and Honey». Версия альбома для ГДР 1978 года включала в себя песню «Mother, Look What They’ve Done to Me». В Бразилии альбом выпускался под названием «Tomorrow», в Зимбабве и ЮАР — как «Pretty Boys», в обеих версиях трек-лист и обложка были различными. В Аргентине альбом был распространен как «Soy una fotografía» в 1979 году.
Официальное переиздание на CD не состоялось до 2012 года, тогда же Gold Legion выпустила альбом в трёх различных версиях обложки, включая второе немецкое, куда вошел оригинальный плакат с обнажённой Амандой. Все три издания сохранили трек-лист оригинальных релизов, добавив четыре бонус-трека, в том числе «Queen of Chinatown». Все песни были подвергнуты ремастерингу. В августе 2014 года альбом официально стал доступен на всех цифровых платформах.

## Критический приём
В обзоре Billboard 1978 года похвалили «броские» мелодии и лирику альбома, а вокал Аманды назвали «уникальным» и «интригующим». Музыкальный критик Майкл Фридберг дал I Am a Photograph четыре звезды в рейтинге AllMusic, похвалив аранжировки и назвав его «альбомом, который нельзя пропустить».

## Список композиций
Во всех изданиях сторона «A» совпадает, за исключением США, где первый трек «Blood and Honey» имеет продолжительность 7:14, и Бразилии, где треки «Blood and Honey» и «Tomorrow» поменяны местами; сторона «Б» имеет некоторые различия.
| №  | Название                           | Автор(ы)                                                     | Длительность |
| -- | ---------------------------------- | ------------------------------------------------------------ | ------------ |
| 1. | «Blood and Honey»                  | Энтони Монн, Аманда Лир                                      | 4:50         |
| 2. | «Alphabet»                         | Иоганн Себастьян Бах, Чарли Ричанек, Энтони Монн, Аманда Лир | 4:00         |
| 3. | «These Boots Are Made for Walkin’» | Ли Хезлвуд                                                   | 3:18         |
| 4. | «Tomorrow»                         | Райнер Пич, Аманда Лир                                       | 4:10         |
| 5. | «Pretty Boys»                      | Энтони Монн, Аманда Лир                                      | 2:55         |

| №   | Название            | Автор(ы)                   | Длительность |
| --- | ------------------- | -------------------------- | ------------ |
| 6.  | «Alligator»         | Райнер Пич, Аманда Лир     | 4:35         |
| 7.  | «The Lady in Black» | Энтони Монн, Аманда Лир    | 3:30         |
| 8.  | «I Am a Photograph» | Энтони Монн, Аманда Лир    | 4:25         |
| 9.  | «La Bagarre»        | Джерри Либер, Майк Столлер | 3:27         |
| 10. | «Blue Tango»        | Лерой Андерсон, Аманда Лир | 2:40         |

| №   | Название                          | Автор(ы)                   | Длительность |
| --- | --------------------------------- | -------------------------- | ------------ |
| 6.  | «Alligator»                       | Райнер Пич, Аманда Лир     | 4:35         |
| 7.  | «The Lady in Black»               | Энтони Монн, Аманда Лир    | 3:30         |
| 8.  | «I Am a Photograph»               | Энтони Монн, Аманда Лир    | 4:25         |
| 9.  | «She’s Got the Devil in Her Eyes» | Энтони Монн, Аманда Лир    | 3:27         |
| 10. | «Blue Tango»                      | Лерой Андерсон, Аманда Лир | 2:40         |

| №   | Название             | Автор(ы)                   | Длительность |
| --- | -------------------- | -------------------------- | ------------ |
| 6.  | «Queen of Chinatown» | Энтони Монн, Аманда Лир    | 4:15         |
| 7.  | «Alligator»          | Райнер Пич, Аманда Лир     | 4:35         |
| 8.  | «The Lady in Black»  | Энтони Монн, Аманда Лир    | 3:30         |
| 9.  | «I Am a Photograph»  | Энтони Монн, Аманда Лир    | 4:25         |
| 10. | «Blue Tango»         | Лерой Андерсон, Аманда Лир | 2:40         |

| №   | Название                               | Автор(ы)                   | Длительность |
| --- | -------------------------------------- | -------------------------- | ------------ |
| 6.  | «Mother, Look What They’ve Done to Me» | Энтони Монн, Аманда Лир    | 4:15         |
| 7.  | «Alligator»                            | Райнер Пич, Аманда Лир     | 4:35         |
| 8.  | «The Lady in Black»                    | Энтони Монн, Аманда Лир    | 3:30         |
| 9.  | «I Am a Photograph»                    | Энтони Монн, Аманда Лир    | 4:25         |
| 10. | «Blue Tango»                           | Лерой Андерсон, Аманда Лир | 2:40         |

| №   | Название                           | Автор(ы)                                                     | Длительность |
| --- | ---------------------------------- | ------------------------------------------------------------ | ------------ |
| 1.  | «Blood and Honey»                  | Энтони Монн, Аманда Лир                                      | 4:50         |
| 2.  | «Alphabet»                         | Иоганн Себастьян Бах, Чарли Ричанек, Энтони Монн, Аманда Лир | 4:00         |
| 3.  | «These Boots Are Made for Walkin’» | Ли Хезлвуд                                                   | 3:18         |
| 4.  | «Tomorrow»                         | Райнер Пич, Аманда Лир                                       | 4:10         |
| 5.  | «Pretty Boys»                      | Энтони Монн, Аманда Лир                                      | 2:55         |
| 6.  | «Alligator»                        | Райнер Пич, Аманда Лир                                       | 4:35         |
| 7.  | «The Lady in Black»                | Энтони Монн, Аманда Лир                                      | 3:30         |
| 8.  | «I Am a Photograph»                | Энтони Монн, Аманда Лир                                      | 4:25         |
| 9.  | «La Bagarre»                       | Джерри Либер, Майк Столлер                                   | 3:27         |
| 10. | «Blue Tango»                       | Лерой Андерсон, Аманда Лир                                   | 2:40         |
| 11. | «Queen of Chinatown»               | Энтони Монн, Аманда Лир                                      | 4:15         |
| 12. | «Blood and Honey» (12" Version)    | Энтони Монн, Аманда Лир                                      | 8:55         |
| 13. | «She’s Got the Devil in Her Eyes»  | Энтони Монн, Аманда Лир                                      | 3:27         |
| 14. | «Lethal Leading Lady»              | Аманда Лир, Ла Бйонда                                        | 2:52         |

## Позиции в хит-парадах
| Хит-парад (1977–1978)       | Высшая позиция |
| --------------------------- | -------------- |
| Австрия (Ö3 Austria Top 40) | 25             |
| ФРГ (Media Control)         | 26             |
| Италия (FIMI)               | 7              |